# 馬拉卡坦
馬拉卡坦是危地馬拉的城鎮，由聖馬科斯省負責管轄，位於該國西南部，毗鄰與墨西哥接壤的邊境，面積204平方公里，海拔高度384米，2002年人口70,834。

## 外部連結
- Infopress （页面存档备份，存于）